# Henriette von Waldeck oder Die Laube
Henriette von Waldeck oder Die Laube ist ein unvollendetes Schauspiel von Jakob Michael Reinhold Lenz. Die Fragmente stammen aus den von Jegór von Sivers und Wendelin von Maltzahn gesammelten Lenz-Handschriften, die von Karl Weinhold zum ersten Male 1884 in Frankfurt am Main herausgegeben wurden.
Die 1776 verfassten Fragmente können der literarischen Epoche des Sturm und Drangs zugerechnet werden. Sie bilden eine erste literarische Verarbeitung der enttäuschten Liebe von Lenz zu Henriette Waldner von Freundstein, Baronin Henriette von Oberkirch.

## Bearbeitungen
- Die Fragmente von Henriette von Waldeck oder Die Laube wurden 2014 von Francois Vigneron zu fünf zusammenhängenden Szenen neueingeordnet.